# 斥山街道
斥山街道，是中华人民共和国山東省威海市荣成市下辖的一个乡镇级行政单位。行政上属于石岛管理区。

## 行政区划
斥山街道下辖以下地区：
斥山社区、东火塘寨社区、西火塘寨社区、富兴社区、尹格庄社区、盛家社区、范家社区、凤凰湖社区、殷家村、西苏家村、吴家村、郭家村、沟姜家村、沟李家村、东泊子村、西泊子村、石龙山前村、岭上唐家村、北庙山村、大磨张家村、立山村、夏家泊村、初家齐山村、周家齐山村、高家齐村、南庙山村、志门村、北窑村、南窑村和李家河村。